# Jędrzej Piaskowski
Jędrzej Piaskowski (ur. 1988 w Warszawie) – polski reżyser teatralny.

## Życiorys[2]
Ukończył LXXV Liceum Ogólnokształcące im. Jana III Sobieskiego w Warszawie w klasie eksperymentalnej o profilu muzycznym. Jest absolwentem Wydziału Reżyserii Dramatu Akademii Teatralnej im. Aleksandra Zelwerowicza w Warszawie. W latach 2007–2011 studiował także Muzykologię w Instytucie Muzykologii Uniwersytetu Warszawskiego, a później także Malarstwo w ASP w Katowicach. Był asystentem reżysera przy spektaklach Michała Borczucha (Apokalipsa, Nowy Teatr w Warszawie, 2014) i Mai Kleczewskiej (Dybuk, Teatr Żydowski w Warszawie, 2015). Debiutował w 2015 roku spektaklem Versus na podstawie dramatu Rodriga Garcii, zrealizowanym w Teatrze Nowym im. Tadeusza Łomnickiego w Poznaniu, za który otrzymał Nagrodę Ministra Kultury i Dziedzictwa Narodowego przyznaną jako Grand Prix V Forum Młodej Reżyserii w Krakowie.
Jako reżyser, Piaskowski pracuje w czołowych polskich teatrach, a spektakle w jego reżyserii wielokrotnie brały udział i były wyróżniane na licznych krajowych festiwalach, konkursach i przeglądach teatralnych, m.in. na Festiwalu Boska Komedia w Krakowie, Ogólnopolskim Festiwalu Sztuki Reżyserskiej Interpretacje w Katowicach, w Konkursie na Inscenizację Dawnych Dzieł Literatury Polskiej Klasyka żywa, Nowe Epifanie, oraz w Ogólnopolskim Konkursie na Wystawienie Polskiej Sztuki Współczesnej.
Od 2017 roku Jędrzej Piaskowski tworzy tandem twórczy z dramaturgiem Hubertem Sulimą. Rozgłos duetowi przyniosły oryginalne i nowatorskie inscenizacje kanonu literatury polskiej. Od 2022 roku głównym obszarem zainteresowania Piaskowskiego i Sulimy stał się ponownie autorski teatr postdramatyczny realizowany na podstawie literatury niedramatycznej - prozy i scenariuszy autorskich.
Piaskowski w swoich wypowiedziach podkreśla swoje zainteresowanie problematyką skomplikowanej polskiej historii i tożsamości narodowej, oraz przede wszystkim kwestią budowania nowoczesnej wspólnoty społecznej za pomocą teatru. Jędrzej Piaskowski wraz z Hubertem Sulimą jako tandem twórczy, za realizację spektakli Jezus (Nowy Teatr w Warszawie, 2019), Nad Niemnem. Obrazy z czasów pozytywizmu (Teatr im. Juliusza Osterwy w Lublinie, 2020), Komedia. Wujaszek Wania (Teatr Zagłębia w Sosnowcu, 2021) byli w latach 2020 i 2021 dwukrotnie nominowani do Paszportu Polityki w kategorii Teatr.
Reżyserię Piaskowskiego cechuje częste stosowanie absurdalnego, niejednokrotnie czarnego humoru, używanie estetyki kampu, zderzanie rozwiązań komicznych z głęboko dramatycznymi, oraz wykorzystywanie w spektaklach muzyki klasycznej.
W 2020 roku Jędrzej Piaskowski dokonał formalnej apostazji z Kościoła katolickiego.
Jest wnukiem płk. Edwarda Krawczyka (1931-87), polskiego historyka wojskowości, pułkownika LWP, wykładowcy akademickiego, attaché wojskowego w Chinach w latach 1974-76.

## Wybrane realizacje teatralne
- Złe wychowanie; Hubert Sulima, na podstawie filmów Pedro Almodovara, Teatr im. S. Jaracza w Olsztynie, 2025 (reżyseria i współkoncepcja)[25]
- Chłopki. Opowieść o nas i naszych babkach; Hubert Sulima, na podstawie książki Chłopki. Opowieść o naszych babkach Joanny Kuciel-Frydryszak, Teatr im. H. Modrzejewskiej w Legnicy, 2024 (reżyseria i współkoncepcja)[26]
- I love Chopin; Hubert Sulima i Jędrzej Piaskowski, Wrocławski Teatr Pantomimy im. H. Tomaszewskiego, 2024 (reżyseria i współkoncepcja)[27]
- Persona. Ciało Bożeny; Hubert Sulima, Teatr Zagłębia w Sosnowcu, 2024 (reżyseria, scenografia i współkoncepcja)[28]
- Ptaki ciernistych krzewów. Rzecz o miłości w kościele, Hubert Sulima, inspirowany powieścią Colleen McCullough i miniserialem o tym samym tytule; Teatr Polski im. H. Konieczki w Bydgoszczy, 2023 (reżyseria i współkoncepcja)[29][30]
- Komedianci. Rzecz o bojkocie, inspirowany książką o tym samym tytule; produkcja: Festiwal Niewinni Czarodzieje - Muzeum Powstania Warszawskiego w Warszawie /produkcja/ / Teatr im. S. Żeromskiego w Kielcach (2022)[31][32]
- Frankenstein, Mary Shelley; Teatr im. S. Żeromskiego w Kielcach (2022)[33]
- Marzenia polskie / Les rêves polonais, na podstawie komedii Sąsiedzi Michała Bałuckiego; Narodowy Stary Teatr im. H. Modrzejewskiej w Krakowie (2022)[34]
- Dama Kameliowa 1948, Alexandre Dumas (syn); Teatr im. Juliusza Osterwy w Lublinie (2021)
- Komedia. Wujaszek Wania, Anton Czechow; Teatr Zagłębia w Sosnowcu, 2021
- Nad Niemnem. Obrazy z czasów pozytywizmu, Eliza Orzeszkowa; Teatr im. Juliusza Osterwy w Lublinie (2020)
- Historia Naturalna, Hubert Sulima; Teatr im. Hansa Christiana Andersena w Lublinie (2019)
- Jezus, Hubert Sulima; Nowy Teatr w Warszawie (2019)
- Dawid Jedzie do Izraela; koprodukcja TR Warszawa i Muzeum Polin (2018)
- Trzy siostry, A. Czechow; Teatr im. Juliusza Osterwy w Lublinie (2018)
- Puppenhaus. Kuracja, Magda Fertacz; TR Warszawa (2018)
- Wiera Gran, Weronika Murek; Teatr Żydowski im. Ester i Racheli Kamińskich w Warszawie (2017)[35]
- Raj. Tutorial, na podstawie powieści Middlesex Jeffreya Eugenidesa; Teatr Dramatyczny im. Jerzego Szaniawskiego w Wałbrzychu (2017)
- Lear, na podstawie Króla Leara Williama Shakespeare’a; Teatr Nowy im. Tadeusza Łomnickiego w Poznaniu (2016)
- Versus, Godrigo Garcia; Teatr Nowy im. Tadeusza Łomnickiego w Poznaniu (2015)

## Wybrane nagrody i wyróżnienia
- Złota Maska województwa śląskiego za reżyserię spektaklu Komedia. Wujaszek Wania (2022)[36]
- Nagroda indywidualna za najlepszą reżyserię, oraz Grand Prix dla zespołu i twórców spektaklu Nad Niemnem. Obrazy z czasów pozytywizmu, na 45. Konkursie na Inscenizację Dawnych Dzieł Literatury Polskiej Klasyka żywa (2021)[37]
- Nagroda Główna Jury 55. Festiwalu Kontrapunkt w Szczecinie dla twórców spektaklu Jezus z Nowego Teatru w Warszawie (2021)[38][39]
- Złoty Prolog 2021 im. Zygmunta Hübnera; wyróżnienie od Fundacji Teatru Myśli Obywatelskiej im. Zygmunta Hübnera przyznawane „twórcy na początku drogi, który w nowatorski, sobie właściwy sposób, realizuje hübnerowskie idee teatru” (2021)[40]
- Dwukrotna nominacja do Paszportu Polityki w kategorii Teatr (2020 i 2021)[41][17]
- Grand Prix 13. edycji Festiwalu Polskich Sztuk Współczesnych R@port w Gdyni dla twórców spektaklu Puppenhaus. Kuracja z TR Warszawa (2018)[42]
- Nagroda Ministra Kultury i Dziedzictwa Narodowego; jako Grand Prix na V Forum Młodej Reżyserii w Krakowie, za spektakl Versus z Teatru Nowego w Poznaniu (2015)[7]